# Pedro Canário (distrito)
Sede ou Pedro Canário é um distrito do município de Pedro Canário, no Espírito Santo. O distrito possui  cerca de 18 800 habitantes e está situado na região norte do município.